# Neopalicus jukesii
Neopalicus jukesii is een krabbensoort uit de familie van de Palicidae. De wetenschappelijke naam van de soort is voor het eerst geldig gepubliceerd in 1847 door White.